# Nektarnik królewski
Nektarnik królewski (Cinnyris regius) – gatunek małego ptaka z rodziny nektarników (Nectariniidae), występujący w środkowo-wschodniej Afryce. Nie jest zagrożony wyginięciem.

## Systematyka
Wyróżniono dwa podgatunki C. regius:
- C. regius regius) – wschodnia Demokratyczna Republika Konga, zachodnia Uganda, zachodnia Rwanda i zachodnie Burundi.
- C. regius anderseni – zachodnia Tanzania.

Proponowany podgatunek C. r. kivuensis Schouteden, 1937 uznany za nieodróżnialny od nominatywnego.

## Morfologia
WyglądMały ptak o smukłym dziobie lekko zagiętym ku dołowi. U samca jaskrawe, lśniące pióra: oliwkowe na górze i na ogonie, bardziej zielone na głowie, dolna część tułowia jaskrawoczerwona, boki jaskrawożółte; nogi i dziób czarnawe; oczy ciemne. Samica bardziej matowa, o oliwkowozielonej górnej części tułowia i jaskrawożółtej dolnej.
Długość ciała11 cm.
Masa ciała6 g.

## Zasięg i środowisko
Lasy górskie wschodniej Demokratycznej Republiki Konga, zachodniej Ugandy, zachodniej Rwandy, zachodniego Burundi i zachodniej Tanzanii. Występuje w przedziale wysokości 1500–3100 m n.p.m.

## Ekologia i zachowanie
Głos
Śpiewa szybką, trelującą lub dudniącą piosenkę.
Rozród
Sezon zmienny w zależności od pory deszczowej. Samica buduje gniazdo w kształcie woreczka z bocznym wejściem, zawieszone na gałązce. Budulcem są trawy, porosty i inne części roślin, połączone z pomocą pajęczyny. Samica wysiaduje przez 13–15 dni 2–3 białawe lub niebieskawe jaja. Pisklętami, które opierzają się po 14–19 dniach, opiekują się oboje rodzice.
Pożywienie
Nektar, owady, pająki.

## Status
IUCN uznaje nektarnika królewskiego za gatunek najmniejszej troski (LC, Least Concern) nieprzerwanie od 1988 roku. Liczebność populacji nie została oszacowana, ale ptak ten opisywany jest jako pospolity. Trend liczebności populacji uznawany jest za spadkowy ze względu na niszczenie jego siedlisk.